# Tepetzalan
Tepetzalan är en ort i Mexiko.   Den ligger i kommunen Cuetzalan del Progreso och delstaten Puebla, i den sydöstra delen av landet, 190 km öster om huvudstaden Mexico City. Tepetzalan ligger 466 meter över havet och antalet invånare är 322.
Terrängen runt Tepetzalan är huvudsakligen kuperad, men åt nordost är den platt. Runt Tepetzalan är det ganska tätbefolkat, med 179 invånare per kvadratkilometer. Närmaste större samhälle är Ciudad de Cuetzalan, 5,6 km sydväst om Tepetzalan. I omgivningarna runt Tepetzalan växer i huvudsak städsegrön lövskog.